# 대전도마중학교
대전도마중학교(大田桃馬中學校)는 대한민국 대전광역시 서구 도마동에 있는 공립 중학교이다.

## 학교 연혁
- 1984년 12월 7일 : 대전도마중학교 설립인가(27학급)
- 1985년 3월 5일 : 개교 및 제1회 입학식(9학급)
- 1988년 2월 10일 : 제1회 졸업식
- 2024년 2월 13일 : 제37회 졸업식(3학급 79명)
- 2024년 3월 1일 : 제18대 조미자 교장 취임
- 2024년 3월 4일 : 제40회 입학식(3학급 58명)

## 참고 자료
- 대전도마중학교 - 한국교육학술정보원 학교알리미